# Ла-Сельв (Эна)
Ла-Сельв (фр. La Selve) — коммуна во Франции, находится в регионе Пикардия. Департамент коммуны — Эна. Входит в состав кантона Гиньикур. Округ коммуны — Лан.
Код INSEE коммуны — 02705.

## Население
Население коммуны на 2010 год составляло 205 человек.
| 1962 | 1968 | 1975 | 1982 | 1990 | 1999 | 2010 |
| ---- | ---- | ---- | ---- | ---- | ---- | ---- |
| 219  | 212  | 172  | 179  | 186  | 190  | 205  |

## Экономика
В 2010 году среди 139 человек трудоспособного возраста (15—64 лет) 94 были экономически активными, 45 — неактивными (показатель активности — 67,6 %, в 1999 году было 73,3 %). Из 94 активных жителей работали 83 человека (43 мужчины и 40 женщин), безработных было 11 (6 мужчин и 5 женщин). Среди 45 неактивных 11 человек были учениками или студентами, 17 — пенсионерами, 17 были неактивными по другим причинам.